# Isotropis foliosa
Isotropis foliosa är en ärtväxtart som beskrevs av Michael Douglas Crisp. Isotropis foliosa ingår i släktet Isotropis och familjen ärtväxter. Inga underarter finns listade i Catalogue of Life.